# Großerzbistum Trivandrum
Das Großerzbistum Trivandrum (lat.: Archieparchia Trivandrensis Syrorum Malankarensium) ist ein in Indien gelegenes Großerzbistum der syro-malankarischen Kirche mit Sitz in Trivandrum (heute offiziell Thiruvananthapuram).

## Geschichte
Papst Pius XI. gründete die Erzeparchie Trivandrum am 11. Juni 1932 mit der Apostolischen Konstitution Christo pastorum Principi und unterstellte ihr die Eparchie Tiruvalla als Suffragandiözese. Die Kathedrale der Erzeparchie, die Kathedrale Maria, Königin des Friedens, wurde am 11. März 1933 geweiht. 1934 wurde das Kleine Seminar der Erzeparchie Trivandrum, das St. Aloysius Seminary, errichtet und am 29. Juni 1983 das Priesterseminar, das St. Mary’s Malankara Major Seminary. Am 22. Februar 1965 wurde die neue Kathedrale der Erzeparchie, die St. Mary’s Cathedral, geweiht. Die Erzeparchie Trivandrum gab am 16. Dezember 1996 einen Teil ihres Territoriums zur Gründung der Eparchie Marthandom ab.
Die Erzeparchie Trivandrum wurde am 10. Februar 2005 durch Papst Johannes Paul II.  mit der Apostolischen Konstitution Ab ipso Sancto Thoma zum Großerzbistum erhoben. Weitere Gebietsabtretungen erfolgten am 2. Januar 2007 zur Gründung der Eparchie Mavelikara, am 25. Januar 2010 zur Gründung der Eparchie Pathanamthitta und am 5. August 2017 zur Gründung der Eparchie Parassala.
Dem Großerzbistum Trivandrum sind die Eparchien Marthandom, Mavelikara, Parassala und Pathanamthitta als Suffragandiözesen unterstellt.
Der Großerzbischof von Trivandrum der Syro-Malankaren ist Hierarch (Kirchenleiter) der gesamten Syro-Malankara Katholischen Kirche, einer mit Rom unierten Kirche eigenen Rechts des westsyrischen Ritus.

## Territorium
Das Großerzbistum Trivandrum erfasst nur die syro-malankarischen Katholiken im Distrikt Thiruvananthapuram und in einem Großteil des Distrikts Kollam im Bundesstaat Kerala. Die dort ebenfalls wohnenden Katholiken des lateinischen Ritus und des syro-malabarischen Ritus gehören zu anderen Diözesen.

## Ordinarien

### Erzbischöfe von Trivandrum
- Geevarghese Mar Ivanios Panicker OIC (11. Juni 1932 bis 15. Juli 1953, gestorben)
- Benedikt Varghese Gregorios Thangalathil OIC (27. Januar 1953 bis 10. Oktober 1994, gestorben)
- Cyril Baselios Malancharuvil OIC (6. November 1995 bis 10. Februar 2005)

### Großerzbischöfe von Trivandrum
- Cyril Baselios Malancharuvil OIC (10. Februar 2005 bis 18. Januar 2007, gestorben)
- Isaac Cleemis Kardinal Thottunkal, seit dem 8. Februar 2007

## Abbildungen

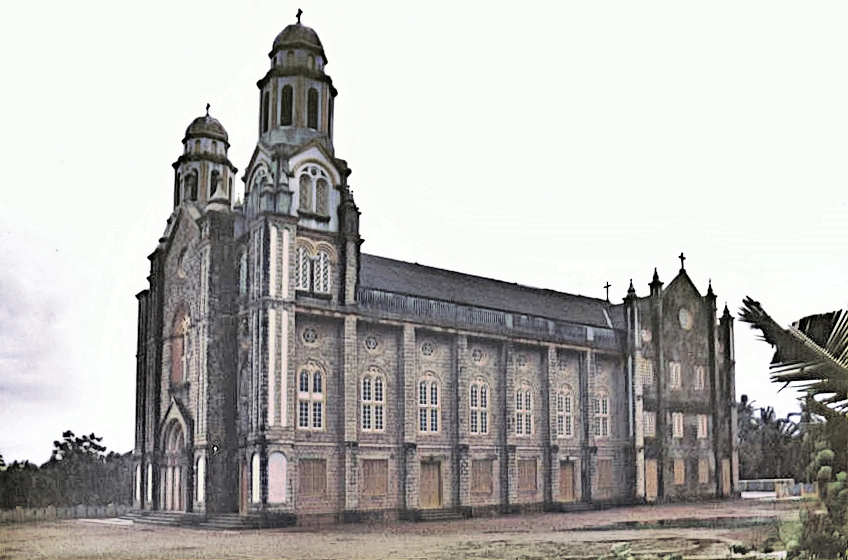
St. Mary’s Cathedral Trivandrum, Außenansicht (1995)
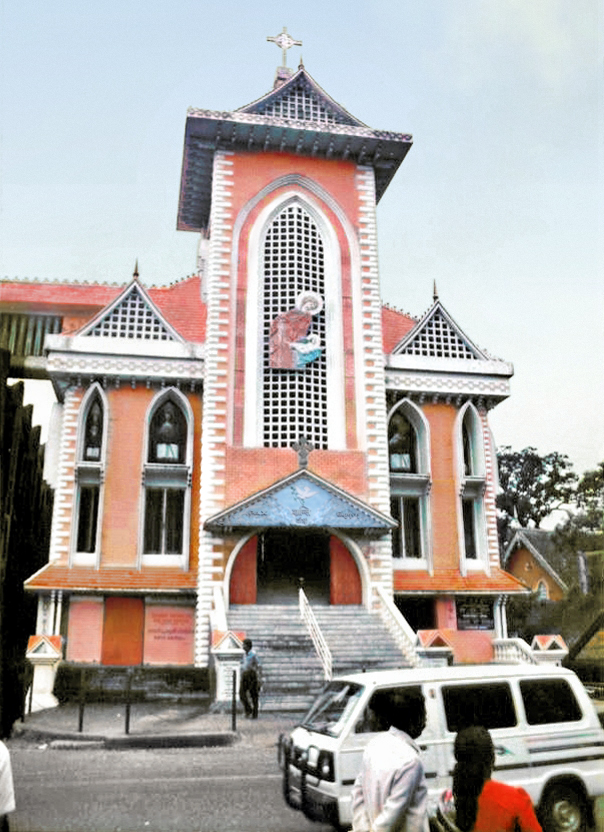
St. Mary Queen of Peace Pro-Kathedrale, Trivandrum (1995)
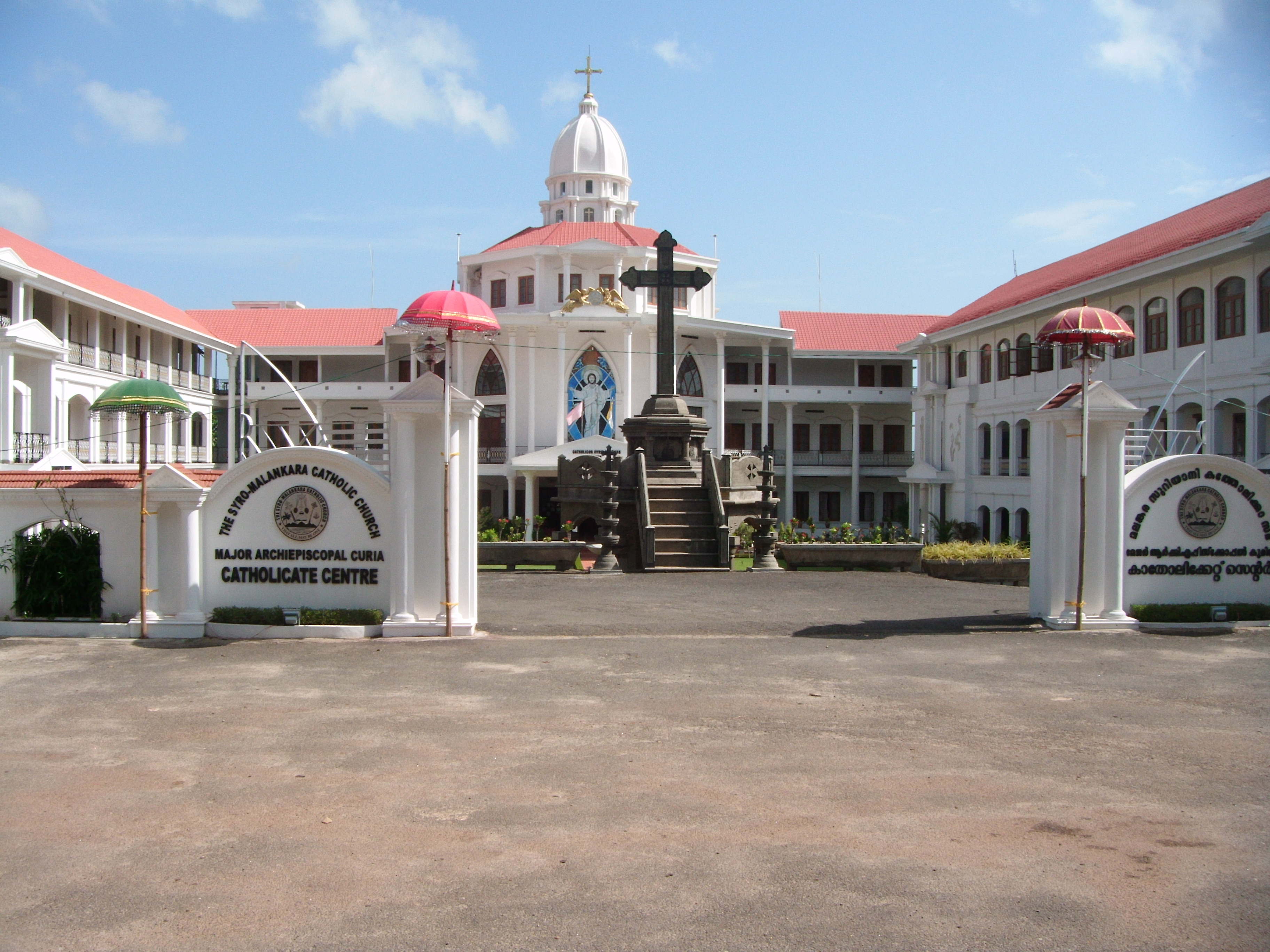
Großerzbischöfliche Kurie in Trivandrum (2013)

Koordinaten: 9° 58′ 56,2″ N, 76° 16′ 34,7″ O